# ヘルマン・プライ
ヘルマン・プライ（Hermann Prey、1929年7月11日 - 1998年7月22日）は、ドイツのバリトン歌手である。

## 経歴
プライはベルリンに生まれ、ナチス・ドイツ時代のドイツで育ち、徴兵される直前に第二次世界大戦が終結した。ベルリン音楽大学でギュンター・バウムやハリー・ゴットシャルクについて声楽を学び、1952年、フランクフルト・アム・マインで行われたヘッセン放送協会の音楽コンクールで優勝する。
彼は歌曲リサイタルで歌い始め、翌年ヴィースバーデンでオペラの初舞台を踏む。その後ハンブルク州立歌劇場に加わり、1960年までそこで歌った。ハンブルク時代の最後の数年にはザルツブルク音楽祭を初め各地でしばしば客演した。
1960年に『タンホイザー』のヴォルフラムを歌ってメトロポリタン歌劇場にデビューしたあと1970年ころまで頻繁に出演し、1965年には同じ役でバイロイト音楽祭にもデビューした。初期にはヴェルディも歌うことがあったが、後にモーツァルトやR.シュトラウスの作品を中心に歌うようになった。また、プライはオペレッタもよく歌い、テレビ放送に出演したためテレビ視聴者から非常な人気を博した。ドイツの民謡や学生歌も好んで歌い録音も残しており、その点でもやはり明るいキャラクターで親しまれ続けたエーリッヒ・クンツの後継者的な側面も持つ。
1982年からはハンブルクの音楽大学で後進の指導を行い、自伝を出版した。また、1976年オーストリアのホーエネムスでシューベルティアーデ音楽祭を主催し、自ら歌うとともに、優れた演奏家を招いて毎年多くの演奏会を企画した。1988年にはザルツブルク音楽祭で『フィガロの結婚』の演出を行った。
1998年、バイエルン州クライリングで心臓発作のため死去した。

## レパートリー
得意なレパートリーはモーツァルトの『フィガロの結婚』（フィガロと伯爵の両方を歌う）、『魔笛』（パパゲーノ）、『コジ・ファン・トゥッテ』（グリエルモ）、『セビリアの理髪師』（フィガロ）、『ニュルンベルクのマイスタージンガー』（ベックメッサー）、『こうもり』（アイゼンシュタイン）などブッフォ系の役で天衣無縫な歌唱が聞かれる。特にロッシーニはドイツ人歌手には珍しく、二つのフィガロで成果を収めた数少ない歌手となった。
プライのレパートリーの最も核心をなしていたものは、自身で「私の人生の中心」と語っていたように、シューベルトであり、シューベルトを初めとするドイツ歌曲は極めて高く評価された。ときおり音程が不安定になることもあるが、豊かな感情表現でそれを補っていた。1970年代から80年代に掛けて、フィリップスレコードにミンネゼンガー歌曲から20世紀に至る歌曲の歴史を辿った『ドイツ歌曲大全集』のレコード録音を行うなど、5歳年上で同郷のディートリヒ・フィッシャー＝ディースカウと常に比べられながらも、この歴史的大歌手に次ぐ体系的な録音を残した。他にも彼は多数のオペラや歌曲のレコード録音を行った。
そのほか声楽を含む演奏会、とりわけJ.S.バッハの受難曲やブラームスの『ドイツ・レクイエム』にもしばしば出演した。
アメリカでの初のリサイタルは1956年で、また日本では1961年に初めて演奏会を開いた。

## 晩年の日本公演での逸話
シューベルト生誕200周年にあたる1997年にサントリー・ホールにおいて1月24日からシューベルトの誕生日である1月31日を挟んで2月5日までの12日間で伴奏ピアニストのミヒャエル・エンドレスとともに『シラー歌曲集』・『美しき水車小屋の娘』・『ゲーテ歌曲集』・『冬の旅』・『さまざまな詩人による歌曲』・『白鳥の歌』の、「シューベルティアーデ」と称する一連の連続コンサート（全6回）を行い、シューベルト・イヤーの目玉となった。その際、最終日の最後の曲『鳩の使い』に至りついに歌うことができず、いったん舞台の袖に下がり、その後歌い直したというエピソードが残っている（数日後におこなわれた音楽雑誌のインタビューの中で彼は、「ハイネの詩の世界とザイドルのそれとの間に隔たりがあり、第13曲までの心持のままでは歌うことができなかった」と語っている。歌曲集「白鳥の歌」の元になった連作歌曲集において、シューベルトは、ハイネとレルシュタープが書いた詩によって編む意図をもっていたところそのうちの1曲が未完成のままで亡くなっている。その後、その未完の曲と別に完成していたザイドルの詩による「鳩の使い」とを差し替えの上、出版商の手により「白鳥の歌」として発表されたという経緯がある）。